# مؤتمر ستيب
مؤتمر ستيب (بالإنجليزية: Step conference) هو تجمع تفاعلي في منطقة الشرق الأوسط وشمال إفريقيا يعقد سنويًا في دبي ويجمع الحاضرين للتعرف على أحدث التطورات في مجال التكنولوجيا والرقميات والموسيقى والترفيه. بدأ مؤتمر ستيب كسلسلة من ورش العمل وأصبح واحداً من الفعاليات الرئيسية في منطقة الشرق الأوسط وشمال إفريقيا للتكنولوجيا والشركات الناشئة والشركات الصغيرة والمتوسطة والرقميات.
يحضر رواد الأعمال والمستثمرون والطلاب وغيرهم من خبراء مجال التكنولوجيا وريادة الأعمال مؤتمر ستيب لمناقشة آخر التطورات في موضوعات مختلفة مثل التكنولوجيا وريادة الأعمال والرقميات والترفيه.
في منتصف فبراير 2019 ، أعلنت مجموعة ستيب(وهي شركة الإعلام والفعاليات التي تنظم مؤتمر ستيب) عن بدئها بتظيم فعاليات في الرياض، المملكة العربية السعودية في 25 مارس. مع عرض أكثر من 100 شركة ناشئة وحضور أكثر من 50 شركة وكيان حكومي، استضاف مؤتمر ستيب السعودية 2019 نقاشات ومحادثات في أربعة مسارات للمحتوى تغطي الشركات الناشئة والوسائط الرقمية والتقنية والتكنولوجيا المستقبلية وتكنولوجيا المال.
وفي دورة عام 2024، يستضيف المؤتمر 350 شركة ناشئة تشارك في أكثر من 500 اجتماع ،بالإضافة إلى 150 شركة رأس مال مخاطر، توفر تمويلاً  بقيمة 8.2 مليار دولار أمريكي.